# Жене у античкој Атини
Живот жена у античкој Атини је значајан сегмент проучавања области класичних наука, почевши од 1970-их. 
Информације о животу атинских жена потичу из разних древних извора. Велики део извора су литерарни докази, првенствено из античких трагедија, комедија и говорништва; допуњена археолошким изворима као што су епиграфика и грнчарија. Аутори свих извора били су мушкарци. Не постоји сачувано древно сведочанство класичних атинских жена о њиховим животима.
Женска деца у античкој Атини нису била формално образована. Мајке су их училе вештинама које би им биле потребне за вођење домаћинства. Удавали су се младе, често за много старије мушкарце. Када су се удавале, Атињанке су имале две главне улоге: да рађају децу и да воде домаћинство. Идеална Атињанка није излазила у јавност или комуницирала са мушкарцима са којима није била у сродству, иако је ова идеологија изолације била практично примењива само за богате породице. У већини домаћинстава, жене су биле потребне за обављање задатака као што су одлазак на пијацу и узимање воде за кување или прање, што је изискивало провођење времена ван куће, где су интеракције са мушкарцима биле реалне.
Правно гледано, женска права су била ограничена. Било им је забрањено учешће у политичком животу а такође им је забрањено да обављају економске трансакције веће од одређеног износа. Међутим, чини се да ово ограничење није увек поштовано. У сиромашнијим породицама жене су радиле да би зарадиле. Атињанке су имале ограничења у погледу поседовања имовину, иако су могле да имају значајне миразе и да наслеђују ствари.
Област грађанског живота у којој су Атињанке биле најслободније била су верска и обредна сфера живота. Поред важних фестивала резервисаних искључиво за жене, учествовале су у многим ритуалним активностима где су учешћа узимала оба пола. Од посебног значаја био је култ Атине Полије, чија је свештеница имала значајан утицај. Жене су играле важну улогу у Панатенеји, годишњем фестивалу оджаваном у част Атине. Жене су такође имале важну улогу у домаћим верским ритуалима.

## Историографија
Не може се исказати довољно чврсто или довољно често да одабир сада доступних књига-текстова не представља грчко друштво у целости.— Џон Ј. Винклер, The Constraints of Desire: The Anthropology of Sex and Gender in Ancient Greece
Главни извори за животе жена у класичној Атини су књижевни, политички и правни, и уметнички  Како жене играју истакнуту улогу у великој атинској књижевности, у почетку се чини да постоји много доказа о животима и искуствима жене античке Атине. Међутим, сачуване књижевне доказе писали су искључиво мушкарци: историчари немају директан приступ веровањима и искуствима атинских жена из овог пероида. Управо због тога Џон Џ. Винклер пише у књизи The Constraints of Desire да се „већина наших сачуваних докумената једноставно не може узети у обзир када говоре о женама“.
Према америчкој професорки класилних наука Сари Померој, „трагедије се не могу користити као независни извор за живот просечне жене“ јер је положај жена у трагедији диктиран њиховом улогом у преткласичним митовима које су трагичари користили за изворе.
Дело „Положај жена у Атини у петом и четвртом веку“ британског класичара А. В Гома из 1925. у великој мери се ослањао на трагедије као изворе. Гом је тврдио је да су у овим комадима женски ликови креирани према причама из живота савремених жена Атине. Оспорена је и релевантност комедије као доказа. Сара Померој пише да је комедија, пошто се чешће бави обичним људима него митолошким јунацима и хероинама, поузданији извор од трагедије за друштвену историју. Гом је, међутим, критиковао употребу античких комедија као доказа свакодневног живота „јер се код Аристофана све може догодити“.
Још један важан извор за животе жена у класичној Атини су сачувани говори о праву или током правних процеса. Пошто се многи тичу наслеђа, они су драгоцени извори атинских ставова према роду и породици. Иако се према овим изворима мора поступати опрезно јер су суђења у класичној Атини била „у суштини реторичке борбе“, они су корисни за информације о идеолошким становиштима по питању пола, породице и домаћинства. Ови говори такође често садрже референце на, па чак и текстове атинских закона који иначе нису сачувани. Псеудо-демостенски говор Против Нере, на пример, помиње закон о прељуби који у другим изворима није потврђен.
Археолошки и иконографски докази дају шири спектар перспектива од искључивог коришћења литературе. Познато је да су аутори древне атинске уметности укључивали метике. Неке од ових уметничких дела и су можда произвеле жене и деца. Иако је примењену уметност (посебно грнчарију, гробне стеле и фигурице) користио шири круг људи, за разлику од атинске књиђевности. Ове уметнине су користиле и жене и деца.

### Приступи
Пре 20. века, а у неким случајевима чак и до периода 1940-тих, историчари су у великој мери узимали античке књижевне изворе као доказ о животу жена у античком свету. Средином 20. столећа овај приступ је почињао да се мења. Ране иновације у проучавању жена у древној историји почеле су у Француској, пошто је школа Annales почела да се више интересује за недовољно заступљене групе. Роберт Флесељер је био утицајан рани аутор о женама у Грчкој. Отприлике у исто време, дела напиасна из перспективе феминистичке филозофије, као што је Други пол Симон де Бовоар, такође је проучавала животе жена у античком периоду.
Под утицајем феминизма другог таласа, проучавање жена у антици постало је широко распрострањено у земљама енглеског говорног подручја 1970-их. Број стипендија за проучавање жена антике се драматично повећала од тада. Прва велика публикација у овој области била је специјално издање часописа Arethusa из 1973. које је имао за циљ да проучава жене античког света из феминистичке перспективе. Током 1975. објављено је прво издање књиге Саре Померој Goddesses, Whores, Wives, and Slaves. Књига је описана као „инаугурација женских студија у оквиру класичних наука“. Лин Фоксхол је назвала Померојеву књигу „револуционарном“ и „великим кораком напред“ у односу на претходне студије на енглеском језику о старим женама. Према професорки класичних наука Шели Хејли, њен рад је „дао легитимност проучавању грчких и римских жена из периода антике“.
Међутим, класичне науке су окарактерисане као „ноторно конзервативна“ област, и у почетку је историја жена била споро увођена у токове науке: од 1970. до 1985. године, само неколико чланака о женама антике је објављено у водећим стручним часописима. Тако је 1976. један преглед  могао да представи „цело поље новијих научних достигнућа о женама у целој класичној антици“. Међутим, до 1980. писање о женама у класичној Атини описано је као „позитивно тренди“, а 1989. године женске студије су описане као „једна од најузбудљивијих тачака раста“ у класичним наукама.
Заједно са феминистичком теоријом, рад Мишела Фукоа, насатао под утицајем структурализма и постструктурализма, имао је значајан утицај на проучавање рода у класичној антици. Фуко је хваљен јер посматра род кроз призму друштвених система. Према Лин Фоксхол, његов приступ је „имао већи утицај на проучавање рода од било чега из другог таласа феминизма“ и „практично је канонски у неким круговима“. Међутим, Фукоов рад је критикован због „плитке расправе о женама као историјским субјектима“.
Интересовање научника за животе жена у древном свету је наставило да расте. До 2000. године, број књига фокусираних на жене у старој Грчкој објављен у периоду од три године могао је да обухвати осамнаест дела. Опсег тема које покривају женски историчари такође се значајно повећао; 1980. питање статуса жена било је најважнија тема за историчаре атинских жена, али су до 2000. научници радили и на „полу, телу, сексуалности, мушкости и другим темама“.
Све до 1980-тих, централна тема у проучавању жена античке Атине био је првенствено статус жена и како су на њих гледали мушкарци. Рана феминистичка струја у акадимији имала је за циљ да потврди да су жене биле значајне у древној историји и да у исто време покажу како су биле потлачене. Рани научници су сматрали да су атинске жене имале „неплеменито“ место, али је 1925. ову позицију оспорио професор Арнолд Викомб Гом. Према Гомеу, жене су имале висок друштвени статус упркос ограниченим законским правима; његов став је од тада учвршћивао ту позицију. Они који се залажу за висок статус атинских жена претежно наводе трагедију, а они који се противе истичу говорништво.
Са повећаним интересовањем научника из области класичних научника за историју жена, бројне сродне дисциплине су такође развијане. Класицисти су постали више заинтересовани за породицу након периодда Другог светског рата, а посебно је утицајна књига В. К. Лејсија објављена 1968. The Family in Classical Greece. Историја детињства се појавила као поддисциплина историјске науке током 1960-тих, а друге дисциплине као што је проучавање античке медицине биле су под утицајем феминистичког приступа класичним наукама.

## Детињство
Смртност новорођенчади била је веома честа појава у класичној Атини. Можда 25 процената деце је умирало током порођаја или убрзо након рођења. Поред природних ризика порођаја, стари Атињани су практиковали чедоморство; према Сари Померој, девојчице су биле чешће убијене него дечаци. Доналд Енгелс је тврдио да је висока стопа чедоморства жена била „демографски немогућа“, иако су научници од тада углавном одбацили овај аргумент. Иако су научници покушали да утврде стопу чедоморства жена, Синтија Петерсон одбацује овај приступ као постављање погрешних питања; Петерсон предлаже да би научници уместо тога требало да размотре друштвени значај и утицај праксе.
Жан Бурне Гросман пише да је изледно да су на сачуваним надгробним споменицима на Атици имена умрлих девојчица подједнако често обележавала као и имена дечака, иако су претходна  научници сугерисали да се дечаци обележавају и до два пута чешће. Ако би преживела, атинска деца су именована на церемонији (dekate) десет дана након рођења. Запажене су и друге атинске церемоније којима се слави порођај (пет, седам и четрдесет дана након рођења). Обреди су касније постали чешћи и сложенији за дечаке него за девојчице.
Атињанске су у просеку вероватно имале менарху са оквирно четрнаест година, када би се удавале. Девојке које су умрле пре брака биле су оплакиване због неуспеха да достигну зрелост. Меморијалне вазе за мртве девојке у класичној Атини често су их приказивале обучене као невесте, а понекад су биле у облику лоутрофора.
Атинске девојке нису биле формално образоване; уместо тога, мајке су их училе вештинама неопходним за вођење домаћинства. Формално образовање за дечаке састојало се од реторике, неопходне за ефективно суделовање у политици града. Дечаци су имали и физичко васпитање, у склопу припрема за војну службу. Ове вештине нису сматране неопходним за жене, којима је било забрањено да их уче. Класична уметност указује на то да су се девојчице и дечаци играли играчкама као што су клупке, обручи и клацкалице и друге игре. Надгробни споменик Плангона, Атињанке старе око пет година, који се налази у музеју Глиптотека у Минхену, приказује је како држи лутку; а неколико пиљака виси на зиду у позадини.
О улози атинске деце у религији зна се више него о било ком другом аспекту њиховог живота, а чини се да су играла истакнуту улогу у верским обредима. Девојке су давале прилоге Артемиди уочи ступања у брак, током трудноће и на порођају. Иако се девојчице и дечаци приказују на бокалима за вино у вези са ранопролећним фестивалом Антхестериа, прикази дечака су далеко чешћи.

## Породични живот

### Брак
Примарна улога слободних жена у класичној Атини била је да се удају и рађају. Нагласак на браку као начину да се породица овековечи кроз рађање деце променио се од периода архаичне Атине, када су (барем међу моћним) бракови били подједнако везани за стварање корисних веза колико и за одржавање породице. Атињанке су се обично први пут удавале за много старије мушкарце око четрнаест година. Пре тога о њима је бринуо њихов најближи мушки рођак, који је био одговоран за избор њиховог мужа; млада је имала маало утицаја у доношењу одлуке о избору сурпужника. Пошто се класични атински брак бавио производњом деце која би могла да наследе имовину својих родитеља, жене су се често удавале за рођаке. Ово је посебно био случај жена без браће (epikleroi), чији је најближи мушки рођак добио прву опцију да се ожени са њом.
Ступање у брак је најчешће укључивао претходбу веридбу (engue), пре него што је млада била предата новом мужу и кириосу (ekdosis). Мање уобичајен облик брака, који се практикује у случају epikleroi , потребна је судска пресуда (epidikasia). Атињанке су се удавале уз мираз, који је требало да им обезбеди егзистенцију. У зависности од породице, мираз је могао бити чак 25 посто породичног богатства. Ћерке из чак и најсиромашнијих породица су имале мираз у вредности од десет мина. Богате породице могле су да обезбеде много веће миразе; Демостенова сестра, на пример, имала је мираз у износу од два талента (120 minae). Мираз се обично састојао од покретне робе и готовине, иако је повремено била укључена и земља.
Само у ванредним околностима је била могућност да дође до удаје без миразаа. Недостатак мираза могао се протумачити као доказ да није дошло до легитимног брака. Мираз је можда повремено био занемарен ако су породичне везе невесте биле добре; Калија се наводно оженио Елпиницом, ћерком племените Филаиде, да би се придружио тој породици и био је довољно богат да га изостанак мираза није дотицао.
Удате жене биле су одговорне за свакодневно вођење домаћинства. У браку су преузимале одговорност за просперитет мужеве куће и здравље њених чланова. Њихове првенствене обавезе биле су рађање, васпитање и брига о деци, ткање сукна и израда одеће. Они су такође били одговорни за бригу о болесним члановима домаћинства, надгледање рада робова и осигурање да домаћинство има довољно хране.
У класичним атинским браковима, муж или жена су могли легално да покрену разводну парницу. Женин најближи мушки рођак (који би био њен kyrios уколико није удата) такође би то могао учинити, очигледно чак и против жеље пара. Након развода, муж је морао да врати мираз или да плаћа 18 посто камате годишње како би се жена наставила са својим животом и могла да се поново уда. Ако је у тренутку развода било деце, она су остајала у кући свог оца и он је био одговоран за њихово васпитање. Ако је жена починила прељубу, њен муж је по закону морао да се разведе од ње. Ожењени epikleros би се развео да би се могла удати за свог најближег рођака.

### Осамљеност
Жене су у идеалном сценарију биле одвојене од мушкараца. Ова идеологија раздвајања била је толико јака да је страна у парници (против Симон) могла да тврди да се његова сестра и нећаке стиде што су у присуству својих мушких рођака као доказ да су угледни. Неки историчари су прихватили ову идеологију као тачан опис начина на који су Атињанке живеле своје животе; В. Б. Тирел је, на пример, рекао: „Спољна врата куће (имања) су граница за слободне жене“. У Политици, Аристотел је поставио питање: „Како је могуће спречити жене сиромашних да излазе напоље?“
Идеал да угледне жене треба да буду ван очију јавности био је толико укорењен у античкој Атини да би и просто именовање жене која је била грађанка могло проузроковати срамоту и увреду. Свештенице су биле једина група жена која је била изузета од овог правила. Тукидид је написао у својој Историји Пелопонеског рата: „Велика је част жене чија је репутација међу мушкарцима што мања, било похвално или по кривици”. Жене су биле друштвено препознате и одређене по њиховим односима са мушкарцима, што би могло да створи забуну ако се две сестре обе називају ћерком (или сестром) истог човека. У говорима на суду, где је положај жене често била важна поента у судском спору или излагању на суду (нарочито у случајевима наслеђивања), чини се да су говорници намерно избегавали да их именују.
Иако Демостен говори о својој мајци и сестри у пет сачуваних говора везаних за његово наследство, ниједна никада није споменута по имену; у његовом целокупном раду је именовано само 27 жена, у поређењу са 509 мушкараца које је поменуо по имену. Употреба женског имена – као у случају Нера и Фано у Аполодоровом говору Против Нере – тумачена је као импликација да је жена неугледна. Џон Гулд је написао да се жене именоване у класичном атинском говорништву могу поделити у три групе: жене ниског статуса, противнице говорника, и покојнице.
У пракси, само богате породице су биле у могућности да спроведу ову идеологију. Обавезе су жене често приморале да напуштају кућу; да донесу воду из бунара или оперу одећу и друго. Иако су богате породице можда имале робове што је омогућавало слободним женама да остану у кући, али већина не би имала довољно робова да уопште спрече слободне жене да оду. Према Гулду, чак и Атињанке које су биле присиљене да раде ван куће из економских разлога би имале концептуалне (ако не и физичке) границе које би их спречавале да комуницирају са неповезаним мушкарцима. Насупрот томе, Костас Власопулос тврди да су неке области Атине (као што је агора) биле „слободни простори“ где су жене и мушкарци могли да међусобоно комуницирају.
Чак и најугледније грађанке су излазиле ван оквира домаћинства за потребе учешћа у ритуалима, првенствено на фестивалима, жртвовању и сахрани, где би комуницирале са мушкарцима. Тесмофорија, важан фестивал посвећен Деметри, у којем су учествовале искључиво жене, организовале су и водиле атинске грађанке. Атињанке су такође излазиле напоље у друштву. Дејвид Коен пише: „Једна од најважнијих активности жена је била посета или помоћ пријатељима или рођацима“, па су чак и богате жене које су себи могле приуштити да цео живот проведу у затвореном простору вероватно су, поред религиозних, биле у друштвеној интеракцији са другим женама напољу. и ритуалне прилике када су виђани у јавности. Према Д. М. Шапсу (позивајући се на Коена), идеологија родног раздвајања у класичној Атини би охрабрила жене да остану у затвореном простору, али би је превазишле неопходне спољне активности.
Повучен начин живота жена се вероватно односио и на унутрашњоист домаћинства. Чини се да књижевни докази сугеришу да су у атинским кућама постојале одвојене мушке и женске одаје. Еуфилет наводи да су женске одаје изнад мушких, док су у Ксенофонтовом Економикусу на истом нивоу као и мушке одаје, али су „одвојене вратима затвореним пречком“. Међутим, археолошки докази сугеришу да ова граница није била тако строго дефинисана као што сугеришу књижевна дела. Лиза Невет је, на пример, тврдила да су Атињанке у стварности биле ограничене само на „женске одаје“ када су долазили мушкарци са којим нису били у роду.

## Законска права
Становници Атине били су подељени у три класе: Атињани, метици и робови. Свака од ових класа имала је различита права и обавезе: на пример, Атињани нису могли постати робови, док су метици могли. Никол Лоро пише да се Атињанке нису сматрале грађанима. Ово становиште, међутим, није универзално прихваћено. Ева Кантарела се не слаже, тврдећи да су обе грчке речи које се користе за означавање држављанства, асте и политис, коришћене за Атињанке. Јосине Блок тврди да војна и политичка служба нису били предуслови за држављанство; уместо тога, каже она, већ да је учешће у култном животу полиса особу чинило грађанином. Према Блоку,  и Атињани и Атињанке су сматране грађанима. Слично, Синтија Патерсон каже да, док енглеска реч „грађанин“ означава дељење политичких као и права за заступање на суду. Она стога тврди да је речени држављанство и грађанство најбоље избегавати када се говори о класичним атинским концептима.
Атињанке су трпеле значајна ограничења. Попут робова и метика, њима је ускраћена политичка слобода, искључени су из судова и Скупштине. У неким случајевима, ако су жене коментарисале учешће мужа у политици, биле су укорене. О томе говори једна драма коју је написао Аристофан. Права метичких жена била су ближа правима метичких мушкараца. Метићанке су плаћале само 6 драхми годишње за гласачке таксе, у поређењу са 12 које су плаћали њихови мушки колеге, и нису служиле војну службу, али осим овога, њихова законска права и обавезе су била иста као и код мушкараца метика.
На атинским судовима, све пороте су биле састављене од мушкараца. Атињанке се нису могле појавити као парничарке; заступао их је њихов кириос или, ако је он био на другој страни спора, било који човек који је то желео. Према Сајмону Голдхилу, „изгледа да Атински суд није био вољан да дозволи било какво женско присуство у грађанском простору самог судског суда”. Метићанке би се, међутим, очигледно могле појављивати у судским споровима у своје име, и могле би покренути судски поступак.
У политичкој сфери, мушкарци су чинили скупштину и обављали политичке функције. Иако су Атињанке биле формално спречене да учествују у демократском процесу, Костас Власопулос пише да би биле изложене политичкој дебати на агори. Поред тога, чини се да су се неке Атињанке укључивале у јавне послове, упркос њиховом формалном искључењу из политичке арене. Плутарх, у свом Периклеовом животу, прича две приче о Елпиничином јавном деловању. Једном је, каже, критиковала Перикла што је ратовао против других грчких градова; другом приликом га је молила да не гони њеног брата Кимона под оптужбом за издају.
Све до Периклеовог закона о држављанству 451–50, свако дете са атинским оцем сматрало се атинским грађанином. Блок сугерише да је у овом периоду било правно могуће да се дете сматра атинским држављанином преко атинске мајке, чак и са оцем који није држављанин, мада признаје да би то било изузетно. Међутим, други историчари се не слажу — К. Р. Валтерс, на пример, експлицитно одбацује ту могућност, тврдећи да без оца грађанина дете није имало начина да уђе у deme или phratry. Блок сугерише да је дете уместо тога могло бити уписано у деме и фратрију деде по мајци. Након доношења Перикловог закона о држављанству, који је захтевао да оба родитеља буду Атињани да би се дете сматрало атинским држављанином, чини се да је значај Атињански порастао, иако нису стекле законска права.

## Религија
Религија је била једина област јавног живота у којој су жене могле да учествују слободно; према Кристоферу Керију, то је била „једина област грчког живота у којој је жена могла да оствари утицај сличан утицају мушкарца“. Религиозне активности жена, укључујући одговорност за жаљење на сахранама и учешће у женским и мешовитим полним култовима, биле су неизоставни део атинског друштва. И Атињанке и не-Атињанке учествовале су у јавним верским активностима. Елефсинске мистерије које је контролисала држава, на пример, биле су отворене за све људе који говоре грчки, мушкарце и жене, слободне и неслободне.
Уз учешће у кључним ритуалима у заједници, жене су имале важну улогу у религији. Оне су били посебно важни актери у обредима – посебно венчања, порођаја и сахране. Жене су учествовале у бројним приватним ритуалима како би се припремиле и прославиле брак. Такође су играли велику улогу у погребним ритуалима и обредима жалости.
Пре удаје, девојке су биле посвећене Артемиди, често играчке из детињства и праменове косе. Поред приноса Артемиди, девојке су приносиле предбрачне жртве Геји и Урану, Еринијама и Мојрама и њиховим прецима. Био је обичај да се млада купа пре венчања; тегле зване лоутрофорои коришћене су за узимање воде, а многе од њих су касније биле посвећене нимфама.
До класичног периода, закони су одређивали које жене могу да жале на сахрани; ожалошћени су морали да буду рођаци покојника или ближе сродници са покојницима. Жене су утицале на организацију сахране. Ова обавеза се наставила и након сахране, а жене су редовно обилазиле гробове чланова породице да би приносиле жртве. Гробница се обилазила три, девет, тридесет дана и годину дана након сахране. Прикази на атичким лекитима приказују жене које доносе приносе на гроб.

### Култ Атине
Култ Атине (по којој је именован град, чији је била заштитница) био је важан, централни део атинског друштва, јачајући морал и одржавајући друштвену структуру. Жене су имале кључну улогу у култу; свештенство Атине је било положај од великог значаја, а свештеница је могла да користи свој утицај да подржи политичке ставове. Према Херодоту, пре битке код Саламине, атинска свештеница је подстицала евакуацију Атине говорећи Атињанима да је змија света Атине (која је живела на Акропољу) већ отишла.
Најважнији фестивал посвећен Атини у Атини била је Мала Панатенеја, која се одржавала сваке године, која је била отворена за оба пола. Мушкарци и жене очигледно нису били одвојени током процесије која је водила животиње жртвоване до олтара, што је верски најважнији део фестивала. Метици, и мушкарци и жене, такође су имали улогу у панатинејској поворци, иако је била подређена улози Атињана. У поворци су младе племените девојке ( канефорои ) носиле свете корпе. Од девојака се захтевало да буду девице; спречити да кандидат буде изабран значило је, према Помероју, довођење у питање њено добро име. Хармодијеву сестру су наводно одбацили синови Пизистрата као канефора, што је убрзало његово убиство Хипарха.
Сваке године Атињанке су ткале нови пеплос за дрвену статуу Атиуне. Сваке четири године, за Велику Панатенеју, пеплос је био рађен за много већу статуу Атине и могао је да се користи као једро. Овај рад су почињале две девојчице између седам и једанаест година, а завршавле су га друге жене.

### Женски фестивали
Жене су могле да учествују на скоро свим верским фестивалима у класичној Атини, али су неки значајни фестивали били ограничени само на жене. Најважнији женски празник била је Тезмофорија, обред плодности за Деметру који су поштовале удате племкиње. Током фестивала жене су боравиле три дана на Деметрином светилишту на врху брда, вршећи обреде и славећи. Иако су специфични ритуали Тесмофорије непознати, свиње су жртвоване и сахрањене; богињи су приношени остаци оних који су жртвовани претходне године.
Већина женских празника била је посвећена Деметри, али неки фестивали (укључујући Брауронију и Аррефорију) одавали су почаст другим богињама. Оба фестивала су били обреди у којима су девојке постајале одрасле жене.

### Позориште
Атински фестивал Велике Дионизије обухватао је пет дана драмских представа у Дионисовом позоришту, а Ленаја је имала драмско такмичење у оквиру свог фестивала. Да ли је женама било дозвољено да присуствују позоришту током ових фестивала било је предмет дуге дебате класициста, која се углавном врти око тога да ли се позориште сматра верским или грађанским догађајем.
Џефри Хендерсон пише да су жене биле у позоришту, позивајући се на Платонове Законе и Горгију, где се наводи да је драма била упућена мушкарцима, женама и деци. Хендерсон такође помиње касније приче о атинском позоришту, као што је прича да је Есхилова Еуменида уплашила жене у публици да побаце. Други докази о присуству жена у позоришту у Атини укључују одсуство преживелих забрана њиховог присуства и важност жена у атинским ритуалима, посебно онима повезаним са Дионизом.
Према Сајмону Голдхилу, докази су у основи неубедљиви. Голдхил пише да се позориште може посматрати као друштвени и политички догађај сличан Скупштини и судници, а жене су можда биле искључене. Дејвид Кавалко Розели пише да иако је Голдхиллова перспектива драгоцена, он не узима у обзир у довољној мери ритуалну сврху позоришта. Ако су жене ишле у позориште, могуће је да су седеле одвојено од мушкараца.

## Економска активност
Економска моћ Атињански била је правно ограничена. Историчари традиционално сматрају да је античким Гркињама, посебно у класичној Атини, недостајао економски утицај. Атињанима је било забрањено да склапају уговор вредан више од медимноса јечма, довољног да прехрани просечну породицу шест дана. У најмање једном случају, међутим, познато је да је једна Атињанка имала посла са знатно већом сумом, а Дебора Лајонс пише да је постојање таквог закона „недавно доведено у питање“. Упркос томе, нема доказа да су Атињанке поседовале земљу или робове (два највреднија облика имовине).
Иако Атињанке нису имале законску дозволу да располажу великим сумама новца, често су имале велики мираз који их је издржавао током живота. Приход од мираза могао би бити значајан. Што је мираз жене већи у односу на богатство њеног мужа, то ће она вероватно имати већи утицај у домаћинству пошто је задржавала мираз ако се разведу. Атињанке су такође могле да стекну имовину наследством уколио су биле најближи преживели сродник преминулог,, али нису могле уговором да стичу или располажу имовином.
Угледне Атињанке биле су на дистанци од мушкараца са којима нису биле у некој врсти сродства а атински грађани су сматрали да је понижавајуће за грађанке и жене да раде, али је потврђено да жене (слободне и неслободне) раде на бројним функцијама. Жене су се бавиле занимањима која су била проширење кућних послова, као што су рад на текстилу и прање, и она која нису била везана за кућне послове: обућарке, позлаће, ткачице мрежа, грнчари и младожења. 
Неке Атињанке биле су трговкиње а атински закони су забрањивали критиковање било кога (мушкараца или жена) због продаје на пијаци. Жене су такође ишле на пијацу да купе робу; иако су богате жене поседовале робове које су могле да пошаљу да обаве послове за њих. Сиромашније жене су саме ишле на пијацу.

### Проституција
У класичној Атини, проституција жена је била легална, иако неугледна, ова активност је била опорезована. Проститутке у Атини су биле или pornai или hetairai („сапутнице“, еуфемизам за проституцију више класе). Иако су многи били робови или метици (а за јавне јавне куће у којима су радили робови, говорило се да су били део Солонових реформи), жене рођене у Атини такође су се бавиле проституцијом у Атини. Pornai је очигледно наплаћивао један до шест обола за сваки сексуални чин; heterai су чешће примали поклоне и услуге од својих клијената, што им је омогућавало да задрже фикцију да нису плаћени за секс.
Организатори симпозијума су често ангажовали проститутке као забаву за госте, што се види на основу приказа на вазама. Проститутке су такође цртане на чашама за пиће за мушку забаву. Плесачице и музичари који су забављали на симпозијумима су можда били сексуално злостављани; у Аристофановој комедији Thesmophoriazusae, девојка која плеше третирана је као проститутка, а Еурипид наплаћује чувару једну драхму да би имао секс са њом.
Hetairai су могли да буде најнезависније, најбогатије и најутицајније жене у Атини, и могла би да успостави дугорочне везе са богатим и моћним мушкарцима. Најуспешнији hetairai су били слободни да бирају своје клијенте, а понекад су постајали конкубине бивших клијената.
Атинске проститутке су вероватно чешће вршиле чедоморство у поређењу са удатим грађанкама; професорка Сара Померој сугерише да су вероватно преферирале кћери – које би могле да постану проститутке – него синове. Неке проститутке су такође куповале робове и обучавале напуштену децу да раде у бранши.